# Thomas Kempshall
Thomas Kempshall (* um 1796 in Großbritannien; † 14. Januar 1865 in Rochester, New York) war ein US-amerikanischer Politiker. Zwischen 1839 und 1841 vertrat er den Bundesstaat New York im US-Repräsentantenhaus.

## Werdegang
Thomas Kempshall besuchte Gemeinschaftsschulen. 1806 wanderte er mit seinem Vater in die Vereinigten Staaten ein und ließ sich in Pittsford nieder. Während des Britisch-Amerikanischen Krieges zog er 1813 nach Rochester. Er arbeitete als Zimmermann. Dann ging er kaufmännischen Geschäften nach und wurde später Müller. Er saß 1834 und 1844 im Board of Aldermen. 1837 war er Bürgermeister von Rochester. Politisch gehörte er der Whig Party an.
Bei den Kongresswahlen des Jahres 1838 für den 26. Kongress wurde Kempshall im 28. Wahlbezirk von New York in das US-Repräsentantenhaus in Washington, D.C. gewählt, wo er am 4. März 1839 die Nachfolge von Timothy Childs antrat. Er schied dann nach dem 3. März 1841 aus dem Kongress aus. Nach seiner Kongresszeit nahm er wieder seine Tätigkeit als Müller auf. 1852 kandidierte er erfolglos für das Amt des Bürgermeisters. Er verstarb ungefähr fünf Monate vor dem Ende des Bürgerkrieges in Rochester. Sein Leichnam wurde dann auf dem Mount Hope Cemetery bestattet.